# 维勒泰勒
维勒泰勒（法語：Villetelle，法語發音：[viltɛl]）是法国埃罗省的一个市镇，属于蒙彼利埃区。

## 地理
维勒泰勒（43°44'2"N, 4°8'24"E）面积5.31 平方千米，位于法国奧克西塔尼大區埃罗省，该省份为法国南部沿海省份，南濒地中海，西南接奥德省，西北接塔恩省和阿韦龙省，东北与加尔省接壤。
与维勒泰勒接壤的市镇（或旧市镇、城区）包括：欧拜、加拉尔格勒蒙蒂厄、吕内勒、圣塞列斯、萨蒂拉尔格。
维勒泰勒的时区为UTC+01:00、UTC+02:00（夏令时）。

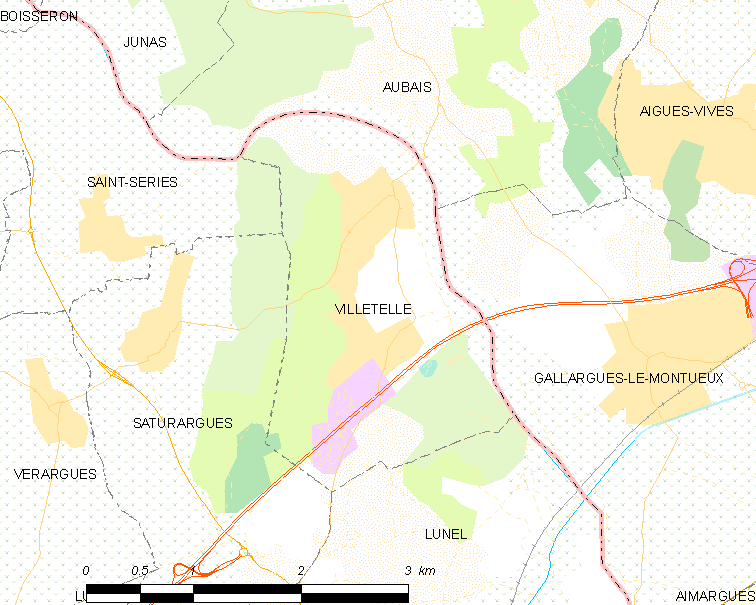
维勒泰勒的OSM定位图

## 行政
维勒泰勒的邮政编码为34400，INSEE市镇编码为34340。

## 政治
维勒泰勒所属的省级选区为吕内勒县。

## 人口

1962-2008年间维勒泰勒人口变化图示

维勒泰勒于2022年1月1日时的人口数量为1698人。